# 舒列什夫卡
51°27′45″N 34°0′31″E / 51.46250°N 34.00861°E
舒萊希夫卡（烏克蘭語：Шулешівка）是位於烏克蘭東北部的村莊，由蘇梅州科諾托普區的普蒂夫利市鎮負責管轄。該村距離維亞特卡1公里和韋謝列2.5公里，海拔高度138米，2001年人口130人。